# Modo de Higgs axial
A  partícula modo de Higgs axial é a relatividade magnética do bóson de Higgs. Esta partícula foi apelidada de bóson de Higgs axial e pode ser uma candidata para a matéria escura. Não deve ser confundida com uma partícula fundamental proposta na física de partículas de alta energia.

## Descoberta
O modo de Higgs axial é revelado usando a interferência de vias quânticas de excitação no espalhamento Raman. Sua aparição em um sistema de matéria condensada foi surpreendente e anunciou a descoberta de um novo estado de simetria quebrada que não havia sido previsto. A partícula foi feita à temperatura ambiente em um experimento de mesa onde os pesquisadores alcançam o controle quântico do modo apenas alterando a polarização da luz.